# Gare de Toury
La gare de Toury est une gare ferroviaire française de la ligne de Paris-Austerlitz à Bordeaux-Saint-Jean, située sur le territoire de la commune de Toury, dans le département d'Eure-et-Loir, en région Centre-Val de Loire.
C'est une gare de la Société nationale des chemins de fer français (SNCF) desservie par les trains du réseau TER Centre-Val de Loire.

## Situation ferroviaire

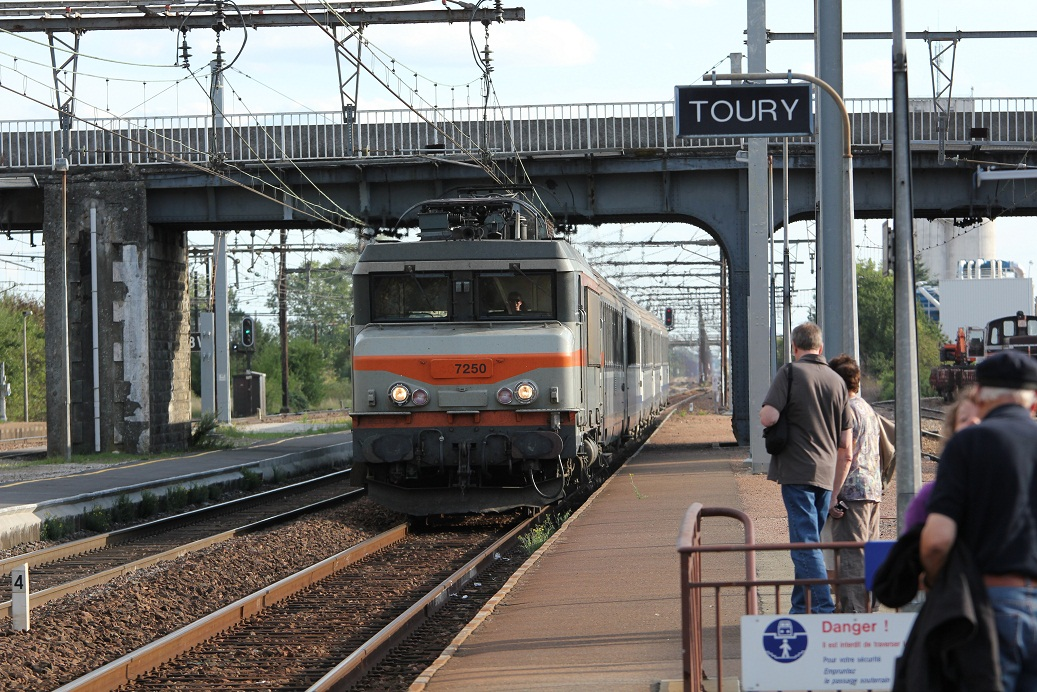
Arrivée d'un train en gare de Toury en 2010.

Gare de bifurcation, elle est située au point kilométrique (PK) 88,333 de la ligne de Paris-Austerlitz à Bordeaux-Saint-Jean, entre les gares de Boisseaux et Château-Gaillard. La gare est également située au PK 29,8 de la ligne de Voves à Toury exploitée en trafic fret jusqu'à Janville et déclassée au-delà.
Son altitude est de 135 m.

## Histoire
La gare est ouverte le 5 mai 1843.

### Fréquentation
Selon les estimations de la SNCF, la fréquentation annuelle de la gare figure dans le tableau ci-dessous.
| Année               | 2015    | 2016    | 2017    | 2018    | 2019    | 2020    | 2021    | 2022    | 2023    |
| ------------------- | ------- | ------- | ------- | ------- | ------- | ------- | ------- | ------- | ------- |
| Nombre de voyageurs | 107 221 | 102 425 | 101 462 | 106 085 | 130 809 | 103 047 | 127 665 | 163 834 | 142 426 |

## Service des voyageurs

### Accueil
La gare dispose d'un bâtiment voyageurs ouvert du lundi au vendredi de 6 h 25 à 14 h 05, le samedi de 12 h 20 à 19 h 10 et le dimanche et les jours fériés de 14 h 10 à 19 h 10. Le guichet est ouvert aux mêmes heures. On y trouve notamment un distributeur de titres de transport TER.
Elle est équipée de deux quais centraux et de deux quais latéraux qui sont encadrés par cinq voies, ainsi que de voies de service. Deux de ces voies, seulement, sont exploitées en service commercial (voies 2 bis et 1 bis). La voie 6 est destinée à l'accueil des trains de marchandises venant de Janville. Le changement de quai se fait par un passage souterrain.

### Desserte
La gare est desservie par des trains du réseau TER Centre-Val de Loire (ligne Paris - Orléans), à raison de sept allers et six retours du lundi au vendredi, de quatre allers et trois retours le samedi et de trois allers et deux retours le dimanche et les jours fériés. Le temps de trajet est d'environ une heure depuis Paris-Austerlitz et 35 minutes depuis Orléans.

## Service des marchandises
Cette gare est ouverte au trafic du fret.

## Galerie de photographies

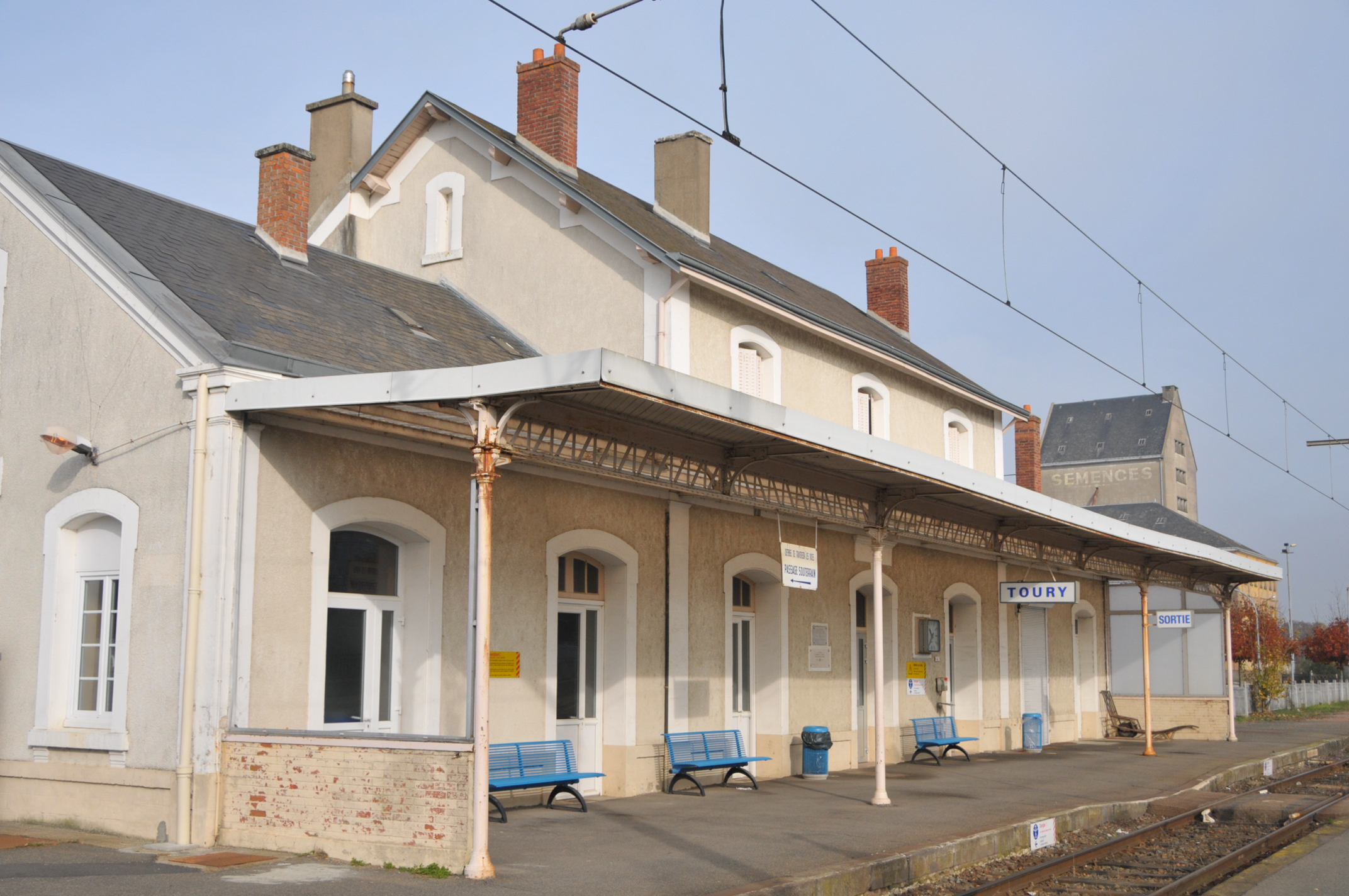
Le bâtiment voyageurs.
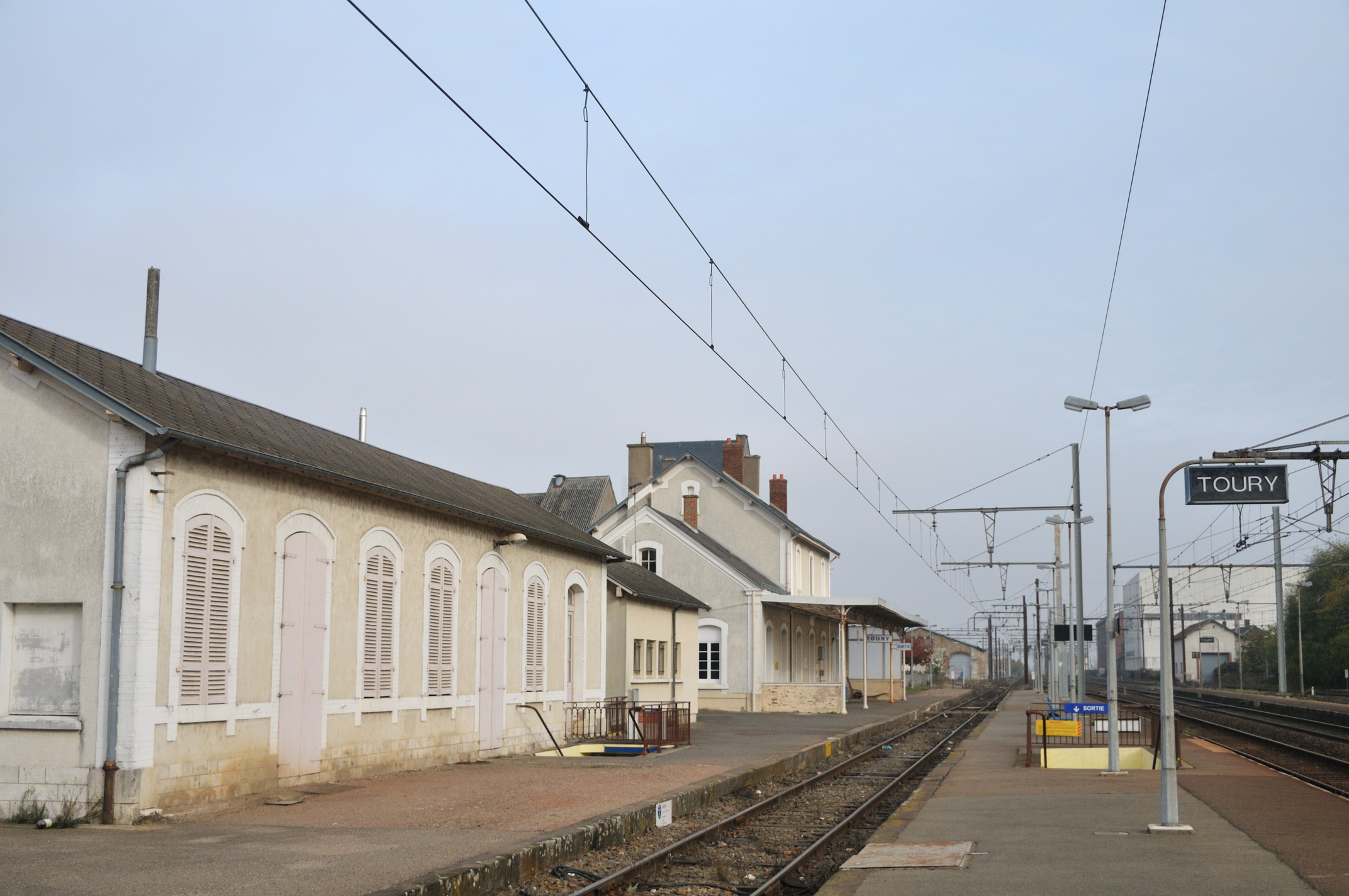
Les quais de la gare.